# 信用交換所
株式会社信用交換所（しんようこうかんしょ）は、大阪市中央区に本社を置く信用調査会社である。グループ会社に株式会社信用交換所名古屋本社及び株式会社信用交換所京都本社がある。

## 概要
3社とも企業を専門対象とした信用調査会社である。帝国データバンクや東京商工リサーチとは異なり、グループ会社が各地域において活動を行っている。
リスクモンスターと業務提携している。

## 沿革
- 1950年（昭和25年）3月 - 創業。
- 1952年（昭和27年）10月1日 - 1日に株式会社信用交換所大阪本社、「株式会社信用交換所京都本社」設立。18日に「株式会社信用交換所名古屋本社」設立。
- 1959年（昭和34年）2月 - 大阪、京都、名古屋の共同出資により「株式会社信用交換所関東総局」設立。
- 1964年（昭和39年）4月 - 「株式会社信用交換所関東総局」が「株式会社信用交換所東京本社」に商号変更。
- 2020年（令和2年）1月 - 株式会社信用交換所大阪本社が「株式会社信用交換所東京本社」を吸収合併し、株式会社信用交換所に商号変更[8][9]。

## 事業内容
事業内容は3社とも共通である。
- 企業信用調査
- 信用情報誌の発行
- 企業要覧等の出版物の刊行
- 企業情報のデータベース提供
- オンラインサービスによる企業情報の提供
- FAX情報サービス

## 支社・支局

### 株式会社信用交換所
大阪本社
- 岡山支社、福山支社、広島支社、福岡支社、今治支社、北陸支社、福岡支社、上海連絡所、青島連絡所
北陸支社は、信用交換所名古屋本社の金沢支社、富山支社とエリアが重複する。

東京本社
- 北関東支社（閉鎖[10]）、東北支社、新潟支社、青森支局

### 株式会社信用交換所名古屋本社
- 北海道支社、一宮支社、岐阜支社、岡崎支社、浜松支社、金沢支社、富山支社、豊橋支局
金沢支社と富山支社は、信用交換所大阪本社の金沢支社、富山支社とエリアが重複する他、北海道は信用交換所東京本社ではなく、信用交換所名古屋本社の管轄となる。